# چیکو (بازیکن فوتبال، زاده ۱۹۸۷)
خوزه مانوئل فلورس مورنو (اسپانیایی: José Manuel Flores Moreno‎؛ زادهٔ ۶ مارس ۱۹۸۷) که عموماً با نام چیکو شناخته می‌شود، بازیکن فوتبال اهل اسپانیا است.
از باشگاه‌هایی که در آن بازی کرده‌است می‌توان به کادیس، آلمریا، جنوا، رئال مایورکا، سوانزی سیتی، لخویا و گرانادا اشاره کرد.